# Anne de Hesse
Anne de Hesse (26 octobre 1529, Cassel - 10 juillet 1591, Meisenheim) est une princesse de Hesse par la naissance et par mariage, la comtesse palatine de Deux-Ponts.

## Biographie
Anna est une fille du comte Philippe Ier de Hesse (1501-1567) de son mariage avec Christine de Saxe (1505-1549), fille du duc Georges de Saxe.
Elle épouse le 24 février 1544 le comte palatin Wolfgang de Bavière (1526-1569). Après la mort de son mari, Anne et son frère Guillaume IV de Hesse-Cassel et l'électeur palatin Louis VI du Palatinat sont tuteurs pour ses enfants. Guillaume est également l'exécuteur testamentaire de Wolfgang.
Vers 1590, Anna fonde le cimetière Saint Anne d'Heidelberg. En 1596, un monument de pierre en son honneur est érigé dans ce cimetière. Lorsque le parvis de l'église est fermée en 1845, le monument est déplacé à le cimetière de Bergfriedhof.
Anne est mort en 1591, et est enterrée dans l'église luthérienne du château de Meisenheim.

## Descendance
De son mariage, Anna a les enfants suivants:
- Christine (1546-1619)
- Philippe-Louis de Neubourg (1547-1614), comte palatin de Palatinat-Neubourg, marié en 1574, la princesse Anne de Clèves (1552-1632)
- Jean Ier de Deux-Ponts (1550-1604), comte palatin de Palatinat-Deux-Ponts marié en 1579, la princesse Madeleine de Juliers-Clèves-Berg (1553-1633)
- Dorothée Agnès (1551-1552)
- Élisabeth (1553-1554)
- Anne (1554-1576)
- Élisabeth (1555-1625)
- Othon des Deux-Ponts (1556-1604), comte palatin de Palatinat-Soulzbach, marié en 1582, à la duchesse Marie-Dorothée de Wurtemberg (1559-1639)
- Frédéric des Deux-Ponts (1557-1597) comte palatin de Palatinat-Deux-Ponts-Vohenstrauss-Parkstein, marié, en 1587, à la duchesse Catherine-Sophie de Legnica (1561-1608)
- Barbara de Deux-Ponts-Neubourg (1559-1618), en 1591 elle épouse Gottfried d'Oettingen
- Charles Ier de Birkenfeld (1560-1600), comte palatin de Palatinat-Deux-Ponts-Birkenfeld, marié en 1586 à la duchesse Marie-Dorothée de Brunswick-Lunebourg (1570-1649)
- Maria-Élisabeth (1561-1629), mariée en 1585, avec le comte Emich XII de Leiningen-Dagsbourg-Hardenbourg (1562-1607)
- Suzanne (1564-1565)